# Privatklinik Dr. Haas
| Eigentümer des Hauses Nr. 19                      |                                          |
| 1912–1938                                         | Alfred Haas, Arzt                        |
| 1939–1940                                         | Kassenärztliche Vereinigung Deutschlands |
| 1941–1942                                         | Ludwig Gilmer, Arzt                      |
| 1943–1945                                         | Gerda Gilmer, Witwe                      |
| Rückgabe an den rechtmäßigen Besitzer Alfred Haas |                                          |
| 1952–1991                                         | St. Franziskusverein (Wil/Schweiz)       |
| 1992–ca. 1995                                     | Senator Gratzl                           |
| 1998                                              | Umwandlung in Eigentumswohnungen         |

Die Privatklinik Dr. Haas war eine Privatklinik in der bayerischen Landeshauptstadt München.

## Geschichte

### Anfangsjahre
Der jüdische Chirurg Alfred Haas ließ die Klinik mit Wohntrakt in den Jahren 1910/11 in der Richard-Wagner-Straße 19 in der Maxvorstadt errichten. Das Grundstück hatte seine Ehefrau Elsa, eine Tochter des Brauereibesitzers Joseph Schülein (1854–1938), als Mitgift in die Ehe eingebracht. Der Architekt Max Neumann schuf einen viergeschossigen Jugendstilbau mit rustizierendem Erdgeschoss. Darüber ein von zwei Dreiseiterkern eingespannter Längsbalkon. Die Klinik bot Platz für 45 Patienten. Der Operationssaal mit abgerundetem Grundriss befand sich im obersten Stockwerk und wurde durch Oberlichte mit Tageslicht versorgt.
In deutlichem Gegensatz sowohl zu den benachbarten historistischen Häusern als auch zu den typischen Häusern aus der Hochzeit des Jugendstils in München war das neuklassizistische Gebäude durch eine sachliche Grundhaltung gekennzeichnet und vermittelte einen eher zurückgenommenen Gesamteindruck.
1928 konnte die gut gehende Klinik durch den Erwerb des von Franz Rank ebenfalls im Jahr 1911 erbauten Nachbarhauses Richard-Wagner-Str. 17 um 15 Betten erweitert werden. Im Erdgeschoss wurde die Röntgenabteilung eingerichtet.

### Nationalsozialistische Vertreibung
In der Zeit des Nationalsozialismus kündigten 1936 die seit Gründung der Klinik als Krankenschwestern tätigen Diakonissinnen aus rassistischen Motiven den Dienst auf, nachdem es bereits zuvor Schwierigkeiten mit den Assistenzärzten gegeben hatte. Der Klinikbetrieb konnte nur aufrechterhalten werden, weil katholische Nonnen von der Kongregation der Franziskanerinnen von Erlenbad kurzfristig einsprangen und die Pflege übernahmen. Nach dem Entzug der Approbation im Oktober 1938 emigrierte Haas mit seiner Familie in die Vereinigten Staaten. In seiner Klinik wurde eine Entbindungsanstalt eingerichtet, die Nonnen wurden bald danach durch weltliches Pflegepersonal, die sogenannten „Braunen Schwestern“, abgelöst.

### Geburtsklinik unter Franziskanerinnen
Nach der Restitution seiner Eigentumsrechte nach dem Zweiten Weltkrieg verkaufte Alfred Haas die Klinik an die Kongregation der Franziskanerinnen von Erlenbad, da seine Familie es nach der im Dritten Reich erlebten Diskriminierung und Verfolgung vorzog, in den Vereinigten Staaten zu bleiben.
Die Franziskanerinnen betrieben unter dem Namen „Privatklinik Dr. Haas“ die Geburtsklinik mit Belegärzten. 1965 wurde die Einrichtung durch den Kauf des Hauses Richard-Wagner-Str. 15 nochmals erweitert. Die Klinikküche führte neben der Versorgung der Patienten tägliche Obdachlosenspeisungen durch.

### Ende des Klinikbetriebes
Als sich der Betrieb in den 1990er-Jahren finanziell nicht mehr trug, wurde die Klinik 1994 an einen Klinikbetreiber verkauft, der jedoch kurze Zeit später Konkurs anmelden musste.
Nach zweijährigem Leerstand und Umbau in den Jahren 1996 bis 1998 befinden sich in dem Gebäude heute Eigentumswohnungen.
Die Fassade des Hauses findet sich heute stark vereinfacht. Es steht unter Denkmalschutz und ist konstituierender Teil des Ensembles Richard-Wagner-Straße.